# 克拉斯诺耶农村居民点 (弗拉基米尔州)
克拉斯诺耶农村居民点（俄语：Красносельское сельское поселение）是俄罗斯联邦弗拉基米尔州尤里耶夫波利斯基区所属的一个农村居民点。其下辖有81个居民点，行政中心为克拉斯诺耶。据2016年统计，该农村居民点的人口为8452人。